# Exchange Square (Johannesbourg)
L'Exchange Square est un gratte-ciel situé à Johannesburg en Afrique du Sud. Construit en 1975, il mesure 124 mètres.